# Municipio de San Cristóbal, Kuba
Municipio de San Cristóbal är en kommun i Kuba.   Den ligger i provinsen Artemisa, i den västra delen av landet, 80 km sydväst om huvudstaden Havanna. Antalet invånare är 70 830. Arean är 936 kvadratkilometer.
Terrängen i Municipio de San Cristóbal är kuperad åt nordväst, men åt sydost är den platt.